# Westeuropaliga 2017/2018 (Dressurreiten)
Die Westeuropaliga des FEI-Weltcups Dressurreiten 2017/2018 (FEI World Cup™ Dressage 2017–2018, Western European League) war die 33. Saison der west- und mitteleuropäischen Liga des FEI-Weltcups der Dressurreiter. Der Weltcup gilt im Bereich der Westeuropaliga als wichtigste Turnierserie in der Hallensaison.

## Ablauf der Turnierserie
Zur Weltcupsaison 2017/2018 gab es größere Änderungen vor allem im Bezug auf die Zentraleuropaliga, für die kein eigenes Ligafinale mehr vorgesehen war. Für Teilnehmer der Westeuropaliga änderte sich wenig, lediglich der Austragungsort der ersten Etappe wechselte innerhalb Dänemarks.
Ausgeschrieben waren alle Turniere der Westeuropaliga als CDI. Sie wurden mit dem Zusatz -W (also CDI-W) gekennzeichnet, um sie als Weltcupturniere kenntlich zu machen.
Auftakt der Saison war die erste Wertungsprüfung am 22. Oktober 2017, die Schlussetappe wurde am 10. März 2018 ausgetragen. Für das Weltcupfinale 2018 qualifizierten sich die besten neun Reiter der Westeuropaliga sowie eventuelle Zusatzteilnehmer („extra competitors“). „Analytics Sponsor“ des Weltcups der Dressurreiter ist der Softwarehersteller SAP.
Der Modus der Etappen war identisch zum Vorjahr: Ein Grand Prix de Dressage diente als Einlaufprüfung für die Grand Prix Kür. Der Umfang des Starterfelds war hierbei nach oben hin durch das Weltcupreglement nicht festgelegt. Aus dem Grand Prix qualifizierten sich die 15 bestplatzierten Teilnehmer für die Grand Prix Kür. Nur die Grand Prix Kür zählte als Wertungsprüfung für die Westeuropaliga.

## Die Prüfungen

### 1. Prüfung: Herning
Der Auftakt zur Westeuropaliga fand wie in den Vorjahren in Dänemark statt, hatte jedoch einen neuen Austragungsort erhalten. Das seit zehn Jahren durchgeführte Weltcupturnier von Odense wurde wie schon im Sommer das Nationenpreisturnier am selben Ort nicht mehr ausgetragen, da die Kooperation zwischen den Veranstaltern (der Firma JBK Horse Show und der Odense Kommune) 2016 endete.
Als neuer Austragungsort wurde Herning gewählt: Das Turnier World Cup Herning fand vom 18. bis 22. Oktober 2017 in der Jyske Bank Boxen statt. Als letzte Prüfung des Sonntags in der Jyske Bank Boxen wurde die Weltcupkür durchgeführt. Von den 14 Startern in der Grand Prix Kür war es Isabell Werth, die mit ihrem Wallach Don Johnson FRH als erste die 80-Prozent-Marke knacken konnte – sie kam auf 83,755 Prozent. Auch der nächste Reiter, der Däne Daniel Bachmann Andersen, kam mit dem 13-jährigen Hengst Zack über 80 Prozent. Doch in die Top 3 des Endergebnisses schaffte er es nicht: Cathrine Dufour hatte hier bei ihrem ersten Turnierstart mit Cassidy seit den Europameisterschaften in Göteborg schon den Grand Prix mit über zwei Prozent Vorsprung gewonnen (79,840 Prozent). In der Kür konnte sie diese Dominanz bestätigen – mit fast 86 Prozent sahen die Richter sie erneut zwei Prozent vor Werth. Patrik Kittel als letzter Starter konnte mit Delaunay OLD ebenso einen guten Start in die Hallensaison verzeichnen, über 81 Prozent bedeuteten Rang drei für ihn.
|   | Reiter          | Pferd           | Prozent  | Wertungs- punkte |
| - | --------------- | --------------- | -------- | ---------------- |
| 1 | Cathrine Dufour | Cassidy         | 85,945 % | 20               |
| 2 | Isabell Werth   | Don Johnson FRH | 83,755 % | –                |
| 3 | Patrik Kittel   | Delaunay OLD    | 81,095 % | 17               |

(Plätze eins bis drei von insgesamt 14 Teilnehmern)

### 2. Prüfung: Lyon
Anfang November führte die Westeuropaliga die Reiter nach Frankreich: Vom 1. bis 5. November 2017 fand im Rahmen der Equitá Lyon die zweite Etappe der Turnierserie statt. Die Dressur stand in Eurexpo bereits an den ersten Turniertagen auf dem Programm, am Freitagnachmittag wurde die Weltcupkür ausgetragen.
Bereits im Grand Prix dominierte Isabell Werths 11-jähriger Wallach Emilio die Prüfung, mit 80 Prozent lag er über drei Prozent in Führung. In der Kür hatte Werth den fünftletzten Startplatz zugelost bekommen und musste somit in der Schlussgruppe vorlegen. Dies tat sie auch: Alle Richter sahen sie in der A-Note bei über 80 Prozent, insgesamt 86,115 Prozent stellten für Emilio ein neues Bestergebnis dar. Die folgenden vier Reiter konnten sich alle vor die zuvor Führende Fabienne Lütkemeier und D'Agostino FRH (75,225 %) schieben, doch an Werths Ergebnis kamen sie deutlich nicht heran. Auf den vierten Platz kam Dorothee Schneider, deren Europameisterschaftspferd von 2017, Sammy Davis jr., mit seinem zweiten Über-80-Prozent-Ergebnis auf Grand Prix-Niveau einen guten Start in die Hallensaison verzeichnen konnte.
|   | Reiter               | Pferd   | Prozent  | Wertungs- punkte |
| - | -------------------- | ------- | -------- | ---------------- |
| 1 | Isabell Werth        | Emilio  | 86,115 % | –                |
| 2 | Beatriz Ferrer-Salat | Delgado | 82,630 % | 20               |
| 3 | Patrik Kittel        | Deja    | 81,555 % | 17               |

(Plätze eins bis drei von insgesamt 15 Teilnehmern)

### 3. Prüfung: Stuttgart
Zwei Wochen nach Lyon stand die erste deutsche Etappe des Dressurreiter-Weltcups auf dem Programm: Die Stuttgart German Masters wurden vom 15. bis 19. November 2017 in der Hanns-Martin-Schleyer-Halle durchgeführt.
Am Nachmittag des Samstags, im Anschluss an die Weltcupprüfung der Vierspännerfahrer, wurde die Weltcupkür ausgerichtet. Im Stuttgarter Grand Prix de Dressage der Kür-Tour gelang Isabell Werth ein noch deutlicherer Sieg als zuvor in Lyon: Mit der Rappstute Weihegold OLD, mit der sie auch die Weltrangliste anführte, kam sie auf 82,080 Prozent – sechs Prozent Vorsprung auf die Zweitplatzierte Helen Langehanenberg.
In Stuttgart war Isabell Werth der vierte Startplatz im Block der sieben letzten Reiter der Kür zugelost worden. Auch in der Weltcupkür war Werths Stute das dominierende Pferd der Prüfung, trotz Fehler in den Zweierwechseln reichte es für ein Ergebnis von 87,575 Prozent. Bei ihrem zweiten Weltcupturnier der Saison steigerten sich Dorothee Schneider und Sammy Davis jr. nochmals, für einen Ritt mit „deutlicher Schwebephase und viel Dynamik“ vergaben die Richter deutlich über 82 Prozent. Als Schlusspaar gingen Helen Langehanenberg und ihr 15-jähriger Hengst Damsey FRH an den Start. Der Hannoveraner Hengst ging seiner ersten Kür seit den Europameisterschaften übermotiviert an, nach Ansicht von Chefrichter Dr. Dietrich Plewa mit etwas zu viel Spannung. Damit kam er auf ein Gesamtergebnis von knapp unter 80 Prozent, was ihnen den dritten Platz einbrachte.
|   | Reiter               | Pferd           | Prozent  | Wertungs- punkte |
| - | -------------------- | --------------- | -------- | ---------------- |
| 1 | Isabell Werth        | Weihegold OLD   | 87,575 % | –                |
| 2 | Dorothee Schneider   | Sammy Davis jr. | 82,805 % | 20               |
| 3 | Helen Langehanenberg | Damsey FRH      | 79,615 % | 17               |

(Plätze eins bis drei von insgesamt 15 Teilnehmern)

### 4. Prüfung: Salzburg
Die Amadeus Horse Indoors in Salzburg waren im Jahr 2017 zum dritten Mal Austragungsort eine Weltcupprüfung im Dressurreiten. Die Veranstaltung wurde vom 6. bis 10. Dezember 2017 in der Salzburgarena ausgerichtet.
Die Weltcupkür stand am Schlusstag ab 10:45 Uhr auf dem Programm. Den Auftakt zur zweiten Hälfte der Prüfung machte der Franzose Ludovic Henry, der sich mit After You mit einem Ergebnis von 75,635 Prozent vorläufig in Führung setzte. Nächste Starterin war Vorjahressiegerin Dorothee Schneider, die in diesem Jahr mit Sammy Davis jr. antrat. Schneider hatte tags zuvor bereits den Grand Prix gewonnen. Nachdem Wallach Sammy Davis jr. bereits drei Wochen zuvor in Stuttgart eine Bestleistung in der Kür aufgestellt hatte, konnte er diese in Salzburg nochmals übertrumpfen. Zusammen mit Dorothee Schneider kam er auf 83,415 Prozent.
Der übernächste Starter, der Däne Daniel Bachmann-Andersen, wurde mit dem Hengst Zack von den Richtern ebenso über 80 Prozent bewertet, mit 80,375 Prozent setzte er sich zunächst auf den zweiten Platz. Vorletzte Starterin war Jessica von Bredow-Werndl, die mit dem inzwischen 16-jährigen Gribaldi-Sohn Unee BB antrat. Die Bewertung aller Richter sowohl in A- als auch in B-Note blieb knapp unter der vor Dorothee Schneider, das Endergebnis betrug 81,565 Prozent. Den letzten Startplatz hatte Fabienne Lütkemeier erhalten, sie ritt den erst 10-jährigen Wallach Fabregaz. Obwohl die österreichische Richterin bei E sie in der B-Note identisch zu Dorothee Schneider mit 88,200 Prozent in Führung sah, reichte es in der Gesamtbewertung aller Richter nicht ganz für 80 Prozent, mit 79,220 Prozent sortierte sie sich auf Rang vier ein.
|   | Reiter                    | Pferd           | Prozent  | Wertungs- punkte |
| - | ------------------------- | --------------- | -------- | ---------------- |
| 1 | Dorothee Schneider        | Sammy Davis jr. | 83,415 % | 20               |
| 2 | Jessica von Bredow-Werndl | Unee BB         | 81,565 % | 17               |
| 3 | Daniel Bachmann-Andersen  | Zack            | 80,375 % | 15               |

(Plätze eins bis drei von insgesamt 12 Teilnehmern)

### 5. Prüfung: London
Die nächste Prüfung der Westeuropaliga fand nur wenige Tage später statt: An den ersten beiden Tagen der Olympia London International Horse Show, dem 12. und 13. Dezember 2017, wurden die Dressurprüfungen der britischen Weltcupetappe durchgeführt. Ausgetragen wurde die Weltcupkür von London am 13. Dezember ab 19:20 Uhr in der Olympia Grand Hall.
Am Vortag hatte der 9-jährige Zonik, geritten von Edward Gal, seine erste international ausgeschriebene Prüfung bei einem Hallenturnier mit anderthalb Prozent Vorsprung gewonnen. In der Kür unterliefen Gal und seinem Hengst noch Fehler etwa in den Einerwechseln, dennoch reichte es für ein Ergebnis von 79,340 Prozent. Madeleine Witte-Vrees folgte als nächste Reiterin, sie brachte den 10-jährigen Cennin an den Start. In dieser zweiten Weltcupkür nach Lyon in seiner zweiten Weltcupsaison kam der Hengst auf 77,645 Prozent. Hierbei waren sich die Richter jedoch wenig einig in der Platzierung: Die australische Richterin bei B gab mit 80,575 Prozent das beste von ihr an diesem Tag vergebene Resultat, während der französische Richter bei H das Paar nur auf Platz neun setzte.
Erstmals seit 13 Jahren war Patrik Kittel wieder in London am Start. Mit dem 11-jährigen Wallach Delaunay OLD setzte er sich als vorletzter Starter in Führung, mit hohen B-Noten zwischen 83,600 und 87,000 Prozent kam er auf ein Gesamtresultat von 80,560 Prozent. Den letzten Ritt des Tages zeigten der in Niedersachsen tätige Brite Emile Faurie und Delatio. Der Hengst, der im Sommer noch von Bianca Kasselmann geritten wurde und Anteil an Fauries Sieg im Deutschen Dressurderby hatte, ging in London erstmals eine internationale Grand Prix Kür. Diese Premiere glückte: 80,405 Prozent und damit im Endergebnis der zweite Platz.
|   | Reiter        | Pferd        | Prozent  | Wertungs- punkte |
| - | ------------- | ------------ | -------- | ---------------- |
| 1 | Patrik Kittel | Delaunay OLD | 80,560 % | 20               |
| 2 | Emile Faurie  | Delatio      | 80,405 % | 17               |
| 3 | Edward Gal    | Zonik        | 79,340 % | 15               |

(Plätze eins bis drei von insgesamt 15 Teilnehmern)

### 6. Prüfung: Amsterdam
Nach über einem Monat Unterbrechung startete die Westeuropaliga Ende Januar in das Jahr 2018. Die sechste Etappe wurde im Rahmen des Hallenreitturniers von Amsterdam, genannt Jumping Amsterdam, vom 25. bis 28. Januar 2018 durchgeführt.
Ein weiteres Mal in dieser Saison sicherte sich Isabell Werth bereits im Grand Prix mit mehreren Prozenten Vorsprung einen klaren Sieg und hatte damit auch in der Grand Prix Kür die Favoritenrolle inne. In Amsterdam wurde ihr der letzte Startplatz zugelost, so dass ihre Konkurrenten zunächst mit ihren Ritten vorlegen mussten. Die Gruppe der besten sieben des Grand Prix wurde in der Weltcupkür von Emile Faurie und Delatio eröffnet. Die Weltcupzweiten von London kamen in Amsterdam nicht ganz auf 79 Prozent, verbunden mit der deutlichen stärkeren Konkurrenz reichte es im Endergebnis der Prüfung nur für Rang sieben.
Ebenso wie Delatio bestritt auch Zonik mit Edward Gal seine zweite Weltcupkür in Amsterdam. Gegenüber London war eine Leistungssteigerung festzustellen – Gal erhielt für seinen Ritt überwiegend Noten von 7,5 und 8,0 in den Lektionen der A-Note, ergänzt um die B-Note kam er so auf 81,860 Prozent. Nach Gal trat Patrik Kittel in der Kür an, er ritt die 14-jährige Stute Deja. Fehler in den Einerwechseln drückte Kittels A-Note, doch hohe B-Noten brachten ihn wieder nah an den Führenden heran. Mit 81,155 Prozent wurde Kittel zunächst auf Rang zwei geführt.
Im Grand Prix hatte Helen Langehanenberg mit Damsey FRH noch mit über zwei Prozent Vorsprung klar vor Patrik Kittel auf Rang zwei gelegen. In die Kür startete sie ebenso mit hoch bewerteten Lektionen. Doch ab der Schritttour streckte ihr Hengst deutlich die Zunge heraus. Zunächst ritt Langehanenberg noch einige Lektionen weiter, doch die Zunge des Hengstes verblieb über das Gebiss hinweg herausgestreckt. Da eine Fortsetzung des Rittes unter diesen Umständen nicht sinnvoll erschien, verzichtete Helen Langehanenberg auf die Fortsetzung und gab auf. Die nach ihr startende Jessica von Bredow-Werndl konnte sich mit Unee BB in der Spitzengruppe platzieren – Mit 81,195 Prozent rangierte sie zwischen Gal und Kittel.
Bereits im Vorjahr hatten Isabell Werth und Weihegold OLD in Amsterdam mit über 90 Prozent den Sieg errungen. Daran konnten beide auch 2018 in der Kür von Amsterdam anknüpfen: Für zwei Lektionen erhielten sie von der niederländischen Chefrichterin bei C sogar eine 10,0. Lediglich der versammelte Schritt mit Noten überwiegend im 6er-Bereich konnte die Gesamtnote schmälern, 88,540 Prozent bedeuteten dennoch den deutlichen Sieg in dieser Prüfung.
|   | Reiter                    | Pferd         | Prozent  | Wertungs- punkte |
| - | ------------------------- | ------------- | -------- | ---------------- |
| 1 | Isabell Werth             | Weihegold OLD | 88,540 % | –                |
| 2 | Edward Gal                | Zonik         | 81,860 % | 20               |
| 3 | Jessica von Bredow-Werndl | Unee BB       | 81,195 % | 17               |

(Plätze eins bis drei von insgesamt 15 Teilnehmern)

### 7. Prüfung: Neumünster
Die zweite deutsche Etappe der Westeuropaliga stand vom 15. bis 18. Februar 2018 auf dem Programm. Die Prüfung fand im Rahmen der VR Classics in Neumünster in den Holstenhallen statt.
Die Weltcupprüfung der Dressurreiter wurde am Turniersonntag ab 10 Uhr durchgeführt. Zweiter Reiter im zweiten Teil des Starterfeldes war Emile Faurie. Mit Delatio blieb er knapp unter 79 Prozent. Dänemarks Vertreter in der Kür, Daniel Bachmann Andersen, überschritt mit seinem Ergebnis mit dem Hengst Zack 80 Prozent (81,475 %).
Ihren letzten Turnierstart vor einer Mutterschaftspause hatte Helen Langehanenberg. Frei vom Druck, für das Weltcupfinale Wertungspunkte sammelt zu müssen, konnte sie mit Damsey FRH glänzen. Die Richter belohnten dies mit 83,880 Prozent, gemeinsames Bestergebnis für das Paar Langehanenberg/Damsey FRH. Nach ihr folgte Dorothee Schneider im Viereck. Während sie sich mit Sammy Davis jr. in der B-Note auf einem Niveau mit Langehanenberg befand, machte die A-Note den Unterschied. Helen Langehanenberg wurde dort von allen Richtern bei über 80 Prozent gesehen, während Schneider hier auf höchstens 78,250 gerichtet wurde. Mit 81,565 Prozent reichte es dennoch knapp für den zweiten Rang.
Besonderheit der Weltcupetappe in Neumünster ist die Atmosphäre: Mit weniger als 3000 Sitzplätzen zählt die Holstenhalle zu den kleinsten Hallen der Westeuropaliga. Dabei sitzen die Zuschauer jedoch so eng am Viereck, dass es sich anfühlt, als ob diese auf den Pferd mitreiten würden (Interviewaussage Dorothee Schneider). Von dieser Atmosphäre ließ sich auch Fabregaz, der 11-jährige Wallach der Schlussreiterin Fabienne Lütkemeier beeindrucken. Diese Anspannung führte dazu, dass sich beide trotz einiger Highlights mit 78,245 Prozent nur auf dem fünften Platz einreihen konnten.
|   | Reiter                   | Pferd           | Prozent  | Wertungs- punkte |
| - | ------------------------ | --------------- | -------- | ---------------- |
| 1 | Helen Langehanenberg     | Damsey FRH      | 83,880 % | 20               |
| 2 | Dorothee Schneider       | Sammy Davis jr. | 81,565 % | 17               |
| 3 | Daniel Bachmann-Andersen | Zack            | 81,475 % | 15               |

(Plätze eins bis drei von insgesamt 15 Teilnehmern)

### 8. Prüfung: Göteborg
Die verbliebene schwedische Weltcupetappe fand am Wochenende nach Neumünster statt. Vom 21. bis 25. Februar 2018 wurde im Scandinavium in Göteborg die Göteborg Horse Show durchgeführt.
Die Weltcupkür stand bereits am Freitagnachmittag auf dem Programm. Bereits im Grand Prix deutete sich an, dass Isabell Werth und Cathrine Dufour mit ihren Pferden den Sieg unter sich ausmachen würden. Vertreterin Österreichs in der Grand Prix Kür war Belinda Weinbauer, die mit dem 16-jährigen Söhnlein Brilliant am Start war. Mit gemeinsamen internationalen Bestergebnis in ihrer zweiten Weltcupsaison kamen sie auf 77,275 Prozent. Direkt nach ihr trat Cathrine Dufour an. Mit ihrem Wallach Cassidy war es ihr bereits im Grand Prix gelungen, auf über 80 Prozent zu kommen, was ihr dort den Sieg beschert hatte. Mit einer neuen Kür mit einem extrem hohen Schwierigkeitsgrad (9,88 von 10) und nur wenigen Fehlern konnte sie Weinbauer klar von der Spitzenposition verdrängen. Ihr neues individuelles Bestergebnis betrug nun 88,200 Prozent, hierbei keine B-Note unter 92 Prozent.
Isabell Werth folgte mit dem 12-jährigen Emilio. Fehler in den Zweierwechseln führten zu Abzügen, dennoch kam sie auf ein Ergebnis von über 85 Prozent. Jessica von Bredow-Werndl als vorletzte Starterin gab auf, nachdem sich ihr Hengst Unee in der Galopptour erschrak und in Folge immer mehr verspannte. Zum Abschluss waren Patrik Kittel und Delaunay OLD im Viereck. Auch sie kamen auf über 80 Prozent, nach Fehlern in den Einerwechseln kamen sie auf den dritten Rang.
|   | Reiter          | Pferd        | Prozent  | Wertungs- punkte |
| - | --------------- | ------------ | -------- | ---------------- |
| 1 | Cathrine Dufour | Cassidy      | 88,200 % | 20               |
| 2 | Isabell Werth   | Emilio       | 85,380 % | –                |
| 3 | Patrik Kittel   | Delaunay OLD | 83,615 % | 17               |

(Plätze eins bis drei von insgesamt 13 Teilnehmern)

### 9. Prüfung: ’s-Hertogenbosch
Im März bestand für die Dressurreiter eine letzte Möglichkeit, noch Wertungspunkte für das Weltcupfinale zu sammeln. Die Abschlussetappe der Westeuropaliga war Teil des Turniers The Dutch Masters – Indoor Brabant, welches vom 8. bis 11. März 2018 in ’s-Hertogenbosch ausgetragen wurde.
Die Weltcupkür stand am Nachmittag des Turniersamstags auf dem Programm. Nach den ersten zehn Ritten lag die Niederländerin Anne Meulendijks mit Avanti mit 78,235 Prozent in Führung. Die 24-jährige Reiterin hatte im Sommer 2017 alle drei Prüfungen des U25-CDIOs in Rahmen des CHIO Aachen gewonnen und bestritt in ’s-Hertogenbosch nun die erste Weltcupprüfung ihrer Karriere. Isabell Werth ging als elfte Starterin mit Emilio ins Viereck. Der Wallach konnte sich gegenüber Göteborg nochmals leistungsmäßig steigern, trotz eines Fehlers in den Zweierwechseln reichte es für Werth und ihr Pferd für 87,405 Prozent. Der nachfolgende Ritt von Emmelie Scholtens und Apache glänzte nicht mit einer herausragenden Lektion, doch sie erhielt beständig Noten von 7,5 und 8,0 in allen Lektionen. Ergänzt um die B-Note kam sie damit auf 80,315 Prozent, ihr internationales Bestergebnis bisher auf Grand Prix-Niveau.
Jessica von Bredow-Werndl brachte die 14-jährige Stute Zaire-E an den Start. Trotz spürbarer Abzüge durch Fehler bei den Einerwechseln reichte es für ein Ergebnis über 80 Prozent, sie setzte sich in der Rangierung knapp vor Scholtens. Edward Gal, der bereits im Grand Prix auf Rang zwei gekommen war, gelang dies auch in der Grand Prix Kür, mit neuem Rekord für den 10-jährigen Zonik. Madeleine Witte-Vrees als letzte Teilnehmerin näherte sich in der Note mit Cennin dicht an Gals Ergebnis an, die fünf Richter setzten sie auf den zweiten bis vierten Rang. In der Addition der Ergebnisse kam sie auf 82,555 Prozent und somit auf den dritten Platz.
|   | Reiter                | Pferd  | Prozent  | Wertungs- punkte |
| - | --------------------- | ------ | -------- | ---------------- |
| 1 | Isabell Werth         | Emilio | 87,405 % | –                |
| 2 | Edward Gal            | Zonik  | 83,900 % | 20               |
| 3 | Madeleine Witte-Vrees | Cennin | 82,555 % | 17               |

(Plätze eins bis drei von insgesamt 15 Teilnehmern)

## Gesamtwertung
Anhand der Gesamtwertung wurde ermittelt, welche neun Reiter aus den Staaten im Bereich der Westeuropaliga sich für das Finale qualifizierten. Pro Reiter zählten hierbei nur die besten vier Platzierungen für das Gesamtklassement.
Daneben hätten sich weitere Reiter aus anderen Staaten über die Westeuropaliga für das Weltcupfinale qualifizieren können, soweit sie im Gebiet der Westeuropaliga wohnhaft waren.
Die Reiter hatten zusätzlich die Möglichkeit, in der Zentraleuropaliga und in der Nordamerikaliga des Dressur-Weltcups Punkte zu sammeln (siehe „weitere“ in der nachfolgenden Tabelle). Als Weltcupfinalsiegerin der Vorsaison war Isabell Werth für das Finale vorqualifiziert, daher konnte sie in dieser Saison keine Wertungspunkte sammeln.
|    | Reiter                    | Herning | Lyon | Stuttgart | Salzburg | London | Amsterdam | Neumünster | Göteborg | ’s-Hertogen- bosch | weitere | Wertungs- punkte |
| -- | ------------------------- | ------- | ---- | --------- | -------- | ------ | --------- | ---------- | -------- | ------------------ | ------- | ---------------- |
| 1  | Patrik Kittel             | (17)    | 17   | —         | —        | 20     | (15)      | —          | 17       | —                  | 20      | 74               |
| 2  | Dorothee Schneider        | —       | 15   | 20        | 20       | —      | —         | 17         | —        | —                  | —       | 72               |
| 3  | Jessica von Bredow-Werndl | 13      | —    | (12)      | 17       | —      | 17        | —          | (0)      | 15                 | —       | 62               |
| 4  | Madeleine Witte-Vrees     | —       | 13   | —         | —        | 13     | 13        | (11)       | —        | 17                 | —       | 56               |
| 5  | Edward Gal                | —       | —    | —         | —        | 15     | 20        | —          | —        | 20                 | —       | 55               |
| 6  | Daniel Bachmann-Andersen  | 15      | —    | —         | 15       | —      | 9         | 15         | —        | —                  | —       | 54               |
| 6  | Tinne Vilhelmson Silfvén  | 10      | —    | 15        | —        | —      | —         | —          | —        | —                  | 29      | 54               |
| 8  | Belinda Weinbauer         | —       | —    | 11        | 10       | —      | —         | —          | 15       | —                  | 17      | 53               |
| 8  | Emile Faurie              | —       | (3)  | —         | —        | 17     | 11        | 13         | 12       | (0)                | —       | 53               |
| 10 | Fabienne Lütkemeier       | —       | 12   | 13        | 13       | —      | 12        | (12)       | —        | —                  | —       | 50               |
| 11 | Morgan Barbançon Mestre   | —       | 9    | 8         | —        | (6)    | —         | (4)        | —        | 9                  | 20      | 46               |
| 12 | Marcela Krinke Susmelj    | —       | 11   | 6         | —        | —      | —         | 5          | —        | —                  | 20      | 42               |

(Plätze eins bis 12)

## Weltcupfinale
Zum zweiten Mal nach 1991 findet das Weltcupfinale der Dressurreiter in der AccorHotels Arena (ehemals Palais Omnisports) in Paris-Bercy statt. Gemeinsam mit dem Finale der Springreiter wird das Finalturnier vom 10. bis 15. April 2018 ausgetragen.